# Astragalus parrisii
Astragalus parrisii là một loài thực vật có hoa trong họ Đậu. Loài này được (Podl.) Podl. mô tả khoa học đầu tiên năm 2001.